# GSZ運動場
GSZ運動場（希臘語：（希臘語發音：[ɣasiˈzi]））是一座位於塞浦路斯拉纳卡的多用途運動場，現主要舉行足球比賽，亦是當地球會ASIL Lysi的主場。AEK拉纳卡曾於1994年至2016年期間使用球場作為球會的主場。球場能容納13,032名觀眾。